# District de Kanzaki (Saga)
Ne doit pas être confondu avec le district de Kanzaki dans la préfecture de Hyōgo.
Le district de Kanzaki (神埼郡, Kanzaki-gun) est un district de la préfecture de Saga, au Japon.

## Géographie

### Démographie
Au 1er février 2015, la population du district de Kanzaki était de 16 336 habitants répartis sur une superficie de 43,99 km2 (densité de population de 371 hab./km2).

### Communes du district
- Yoshinogari